# Papillolejeunea balazsii
Papillolejeunea balazsii är en bladmossart som beskrevs av Tamás Pócs. Papillolejeunea balazsii ingår i släktet Papillolejeunea och familjen Lejeuneaceae. Inga underarter finns listade i Catalogue of Life.